# Коробковский сад
Коробковский сад — сад в районе Котловка Юго-западного округа Москвы. Яблоневый сад был основан П.А. Красновым в 1880 году на месте кирпичного завода. Название сад получил по имени последнего владельца, купца Т.И. Коробкова.

## История
Впервые место, где расположен Коробковский сад, упоминается как территория села Елистратьево, существовавшая между двух оврагов до XVII века. По неизвестной причине оно прекратило своё существование и вплоть до середины XIX века на этом месте было поле. 1860 году, на месте современного Коробковского сада, коллежский асессор Пётр Акимович Краснов поставил кирпичный завод (1 печь, 7 сараев, 12 станков). Завод производил до 900000 кирпичей в год, глину для которых брали с территории будущего Коробковского сада. Ориентировочно в 1880 году он засыпает глиняные карьеры и разбивает на их месте сад. 
После череды перепродаж сада последним владельцем его земель числится владелец Верхнекотловского кирпичного завода Коробков, устроивший тут же пригородную усадьбу. Купец Трифон Иванович Коробков, был потомственным почётным гражданином, предпринимателем, биржевым маклером при Московской бирже, владел собственным бумажным производством и знаменитым особняком в Замоскворечьи. Главный дом усадьбы Коробкова запечатлел художник Герасимов, студент Московского училища живописи, ваяния и зодчества. С хозяином его познакомил писатель Владимир Гиляровский. В овраге со множеством ключей (Елистратьевский ручей) Коробков устроил каскад прудов, которые до сих пор наполняются живой ключевой водой. В верховьях реки Котловки, в котором им было собрано множество редких сортов плодовых деревьев. Сад Коробкова считался одним из крупных садовых имений, с большим разнообразием яблонь, груш, а также ягодных кустарников. Ученые-садоводы регулярно проводили в саду разнообразные испытания.

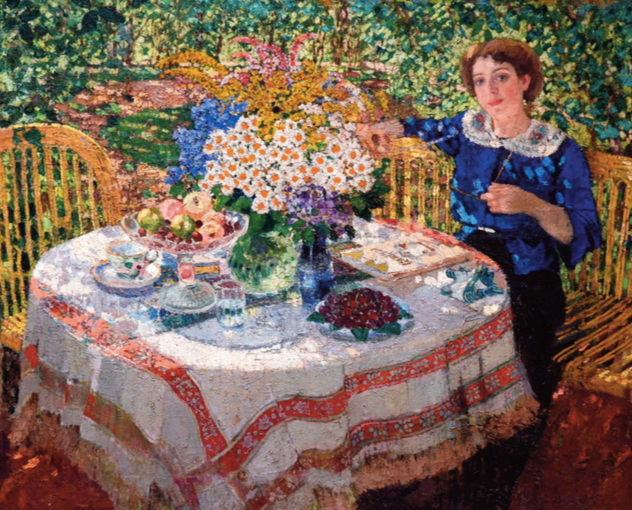
А. М. Герасимов. «В саду. Портрет Н. Гиляровской». Картина 1914 года изображает террасу усадьбы с видом на сад

Перед революцией сад закладывается в Московском земельном банке и затем национализируется, реорганизовавшись в совхоз "Коробково". В конце 1920 года на территории Коробковского сада трудятся заключённые Кожуховского концлагеря. В 1921 году В. И. Ленин решил использовать подмосковные сады, расположенные в бывших дворянских усадьбах с целью улучшения питания больниц и приютов. Для этого был использован и Коробковский сад, славившийся рекордными урожаями яблок. 
Несмотря на Гражданскую войну и лихолетье, ботанические испытания продолжаются. В 1919 году Фитопатологическое Бюро испытывало здесь средства борьбы с паршой яблонь и груш, а в мае следующего года в саду был организован опытный участок по борьбе с вредителями сельского хозяйства. Сад был преобразован в помологический рассадник (сортовой питомник), который так начинает именоваться с первой половины двадцатых годов, где широко развернулась научная работа.
В середине тридцатых годов проводится большая реконструкция хозяйственных строений сада, в том числе самого двухэтажного дома Коробкова. Дошедшие до нас элементы штукатурки, фундаментов, оставшейся мебели, фурнитуры говорят о том, что здесь базировалась достаточно не бедная, для своего времени, организация, однако документов того периода по Коробковскому саду до сих пор не найдено.
В 1939 году, в северной части сада высаживаются яблони на карликовом подвое.
В конце тридцатых годов у южной окраины сада был построен рабочий посёлок, имевший неофициальное название «Фруктовка». Название расположенной неподалёку Фруктовой улицы, очевидно, связано с ним.
В 1980-х старая ограда сада была заменена глухим бетонным забором, а вход для горожан закрыт.

## Достопримечательности
В саду имеются редкие виды груш, яблонь, плодово-ягодных кустарников. А на границе с рекой Котловкой гнездятся соловьи и зелёные дятлы. На его территории имеется сохранившийся участок старинной дороги в село Зюзино. Долгое время сохранялись также исторические постройки времён основания сада, но в 2018 году в саду во время пожара сильно пострадало здание приусадебной конюшни. От усадебного дома в настоящее время остались лишь руины.

## Экология
В саду находятся 3 пруда, вытянутые с юга на север. Длина 150, 60 и 155 м, ширина от 25 до 35 м. Удерживаются земляными плотинами высотой 4 м. Верхний пруд находится на закрытой территории, удерживается узкой плотиной. Берега низкие, естественные, на которых растут дубы, клёны и др. Нижний Коробковский пруд или Криворожский пруд расположен на общедоступной территории, имеет овальную форму с волнистой береговой линией. Удерживается земляной насыпью шириной 50 м. Рядом растут дубы, клёны, ивы. Отдельная тема — заросли борщевика, которым усеяна практически вся дальняя часть сада, примыкающая к Котловке.

## Состояние и статус сада сегодня
В настоящее время Коробковский сад располагается на территории, ранее принадлежащей ФГУП «Совхоз им. XXI съезда КПСС», который с 2008 года находится в ведении ФСБ. На балансе у совхоза числился ещё один яблоневый сад расположенный в Бутово, на месте Бутовского расстрельного полигона. 
Это федеральная земля, а не муниципальная. Поэтому мы не можем обязать ФГУП сделать сад общедоступным.Заместитель главы управы района Котловки по вопросам экономики и строительства Любовь Кряхова.
Решением Арбитражного суда Московской области от 20.02.2016 (резолютивная часть от 15.02.2016) по делу № А41-47856/15 ФГУП «Совхоз имени XXI съезда КПСС» признано несостоятельным (банкротом). Вместе с тем права на аренду сада были ещё в 2013 году проданы на аукционе некоему ООО «Капитал-Эстейт», созданному за три недели до проведения аукциона. До лета 2022 года сад был запущенным, сильно заросшим борщевиком сосновского, уход за яблонями не осуществляется, ООО "Капитал-Эстейт" фактически не выполняет обязательства по содержанию сада, борьбой с борщевиком занимаются волонтёры.
Несмотря на неоднократные обращения граждан в различные инстанции, а также на наличие постановления прокуратуры от 09.12.2016 № 7123-5698-2015/225540, обязывающего ООО «Капитал-Эстейт» обеспечить свободный проход жителей в сад, доступ в сад долгое время был закрыт, несмотря на то, что согласно российскому законодательству доступ к памятникам природы должен быть свободным. Очередное заседание состоялось в Гагаринском районном суде г. Москвы 11 июля 2019 г., суд удовлетворил требования прокуратуры в отношении свободного доступа к водным объектам, однако территорию на которой они находятся по-прежнему оставил закрытой. В 2022 году свободный доступ в сад (в дневное время) был наконец открыт. Охрана по-прежнему присутствует, но не препятствует проходу в сад всех желающих. Однако на самой территории завалами и лентами отмечены места, куда ходить запрещено.
Власти Москвы не могут вести хозяйственную деятельность в саду, в связи с секретным международным обременением, оставшимся со времён СССР.

## Галерея

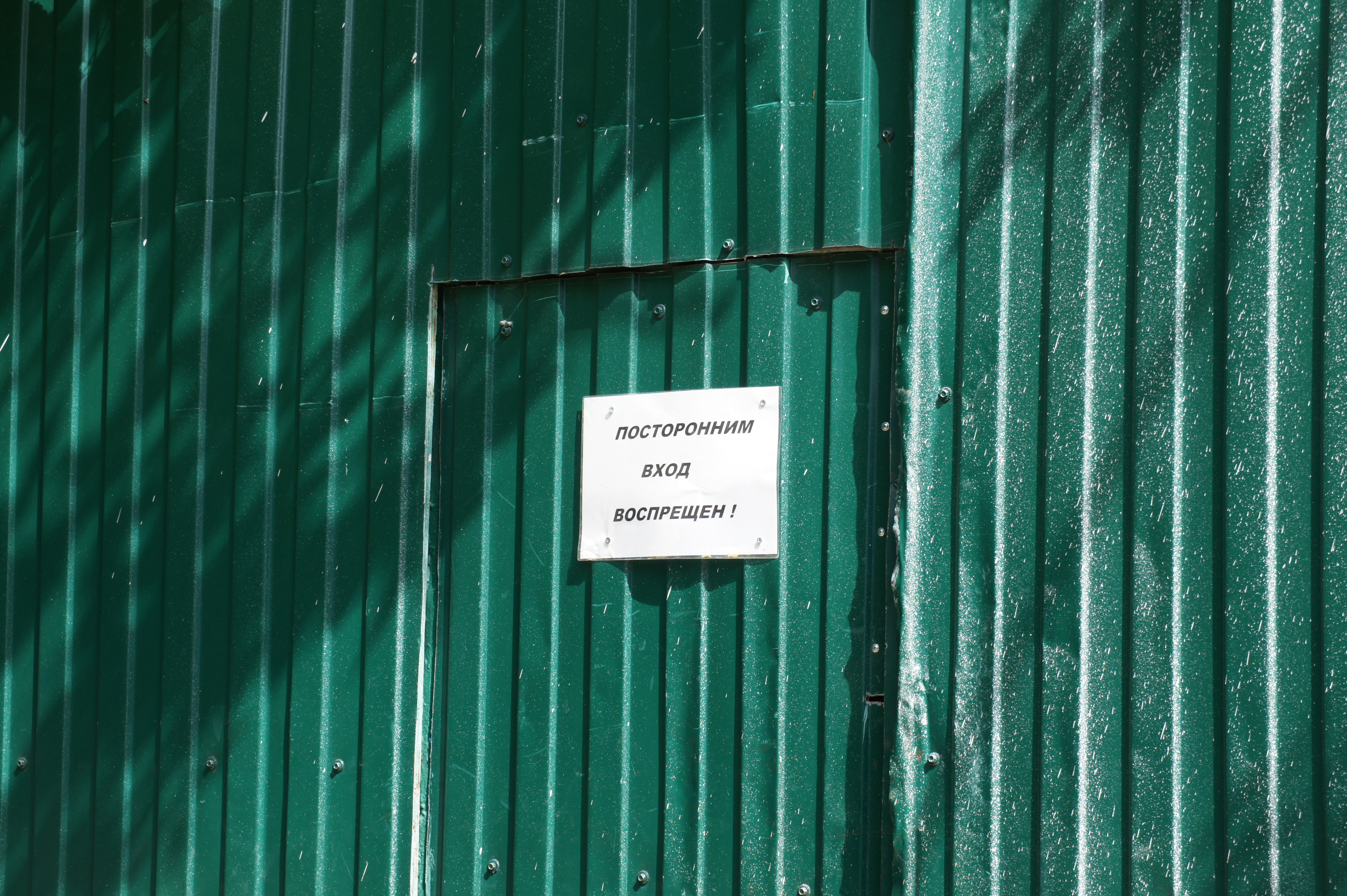
Вход в сад со стороны Нахимовского проспекта.
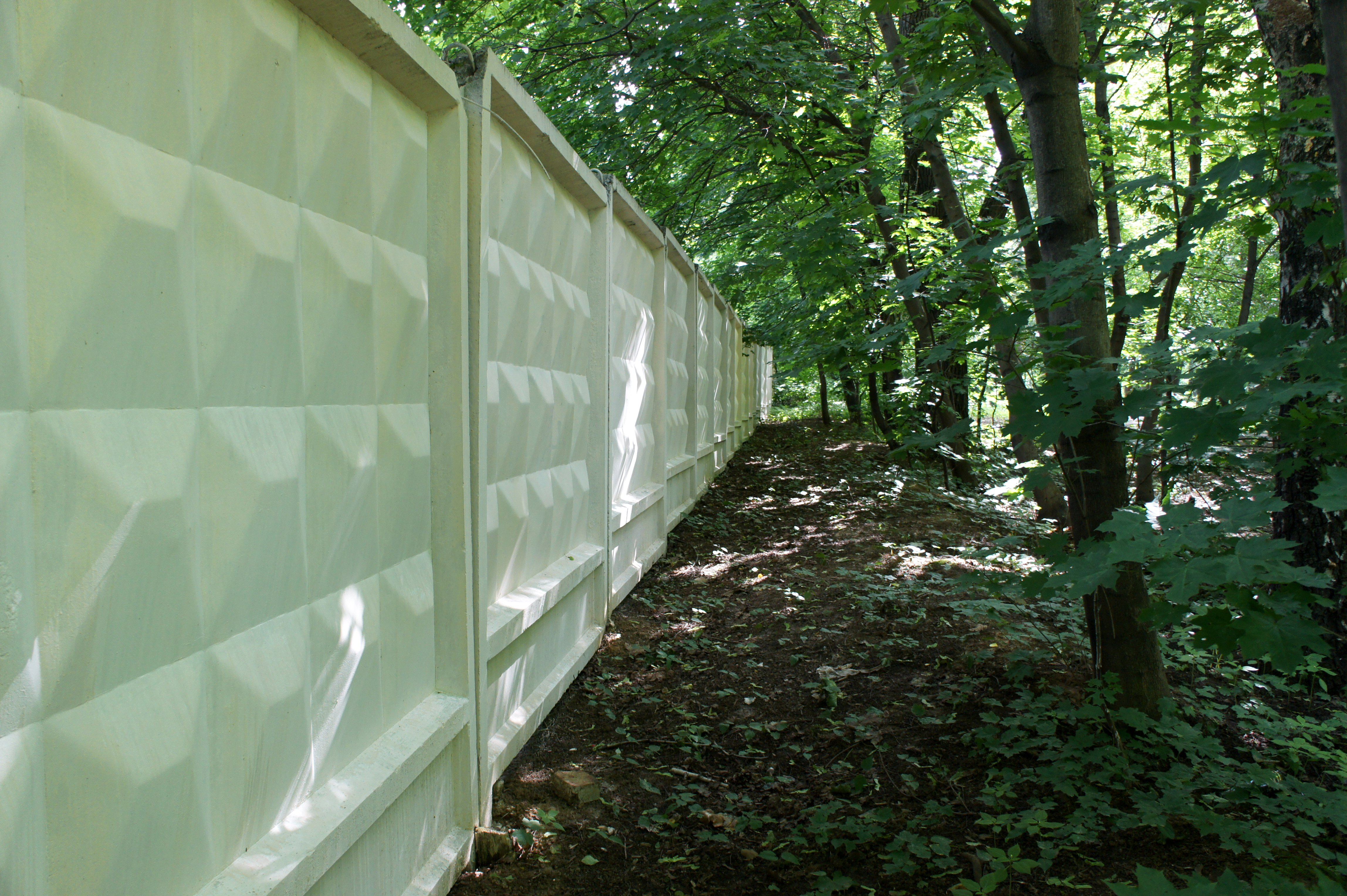
Бетонный забор, огораживающий сад.
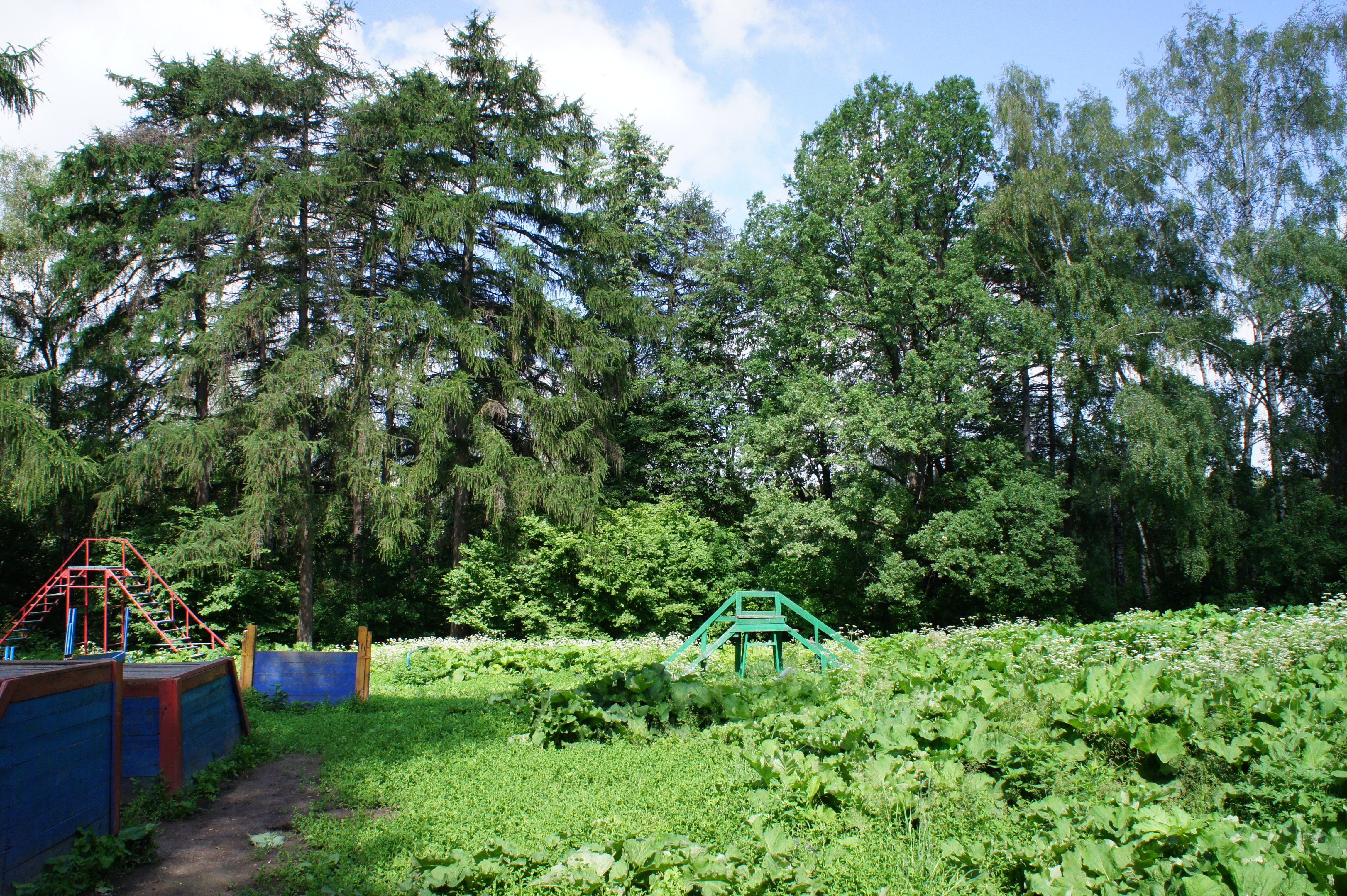
Лесополоса, ранее находившаяся на территории сада.
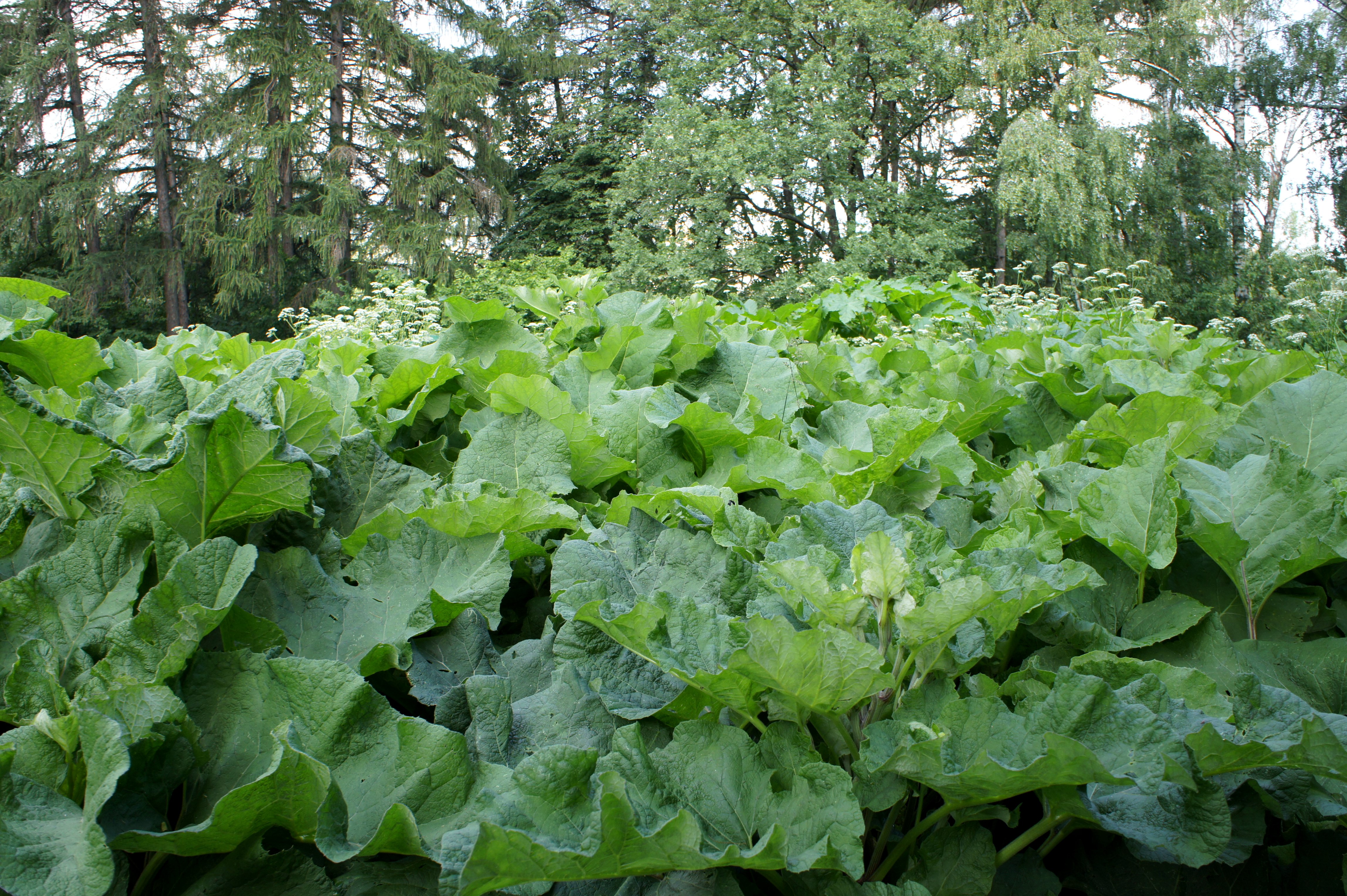
Заросли лопуха.
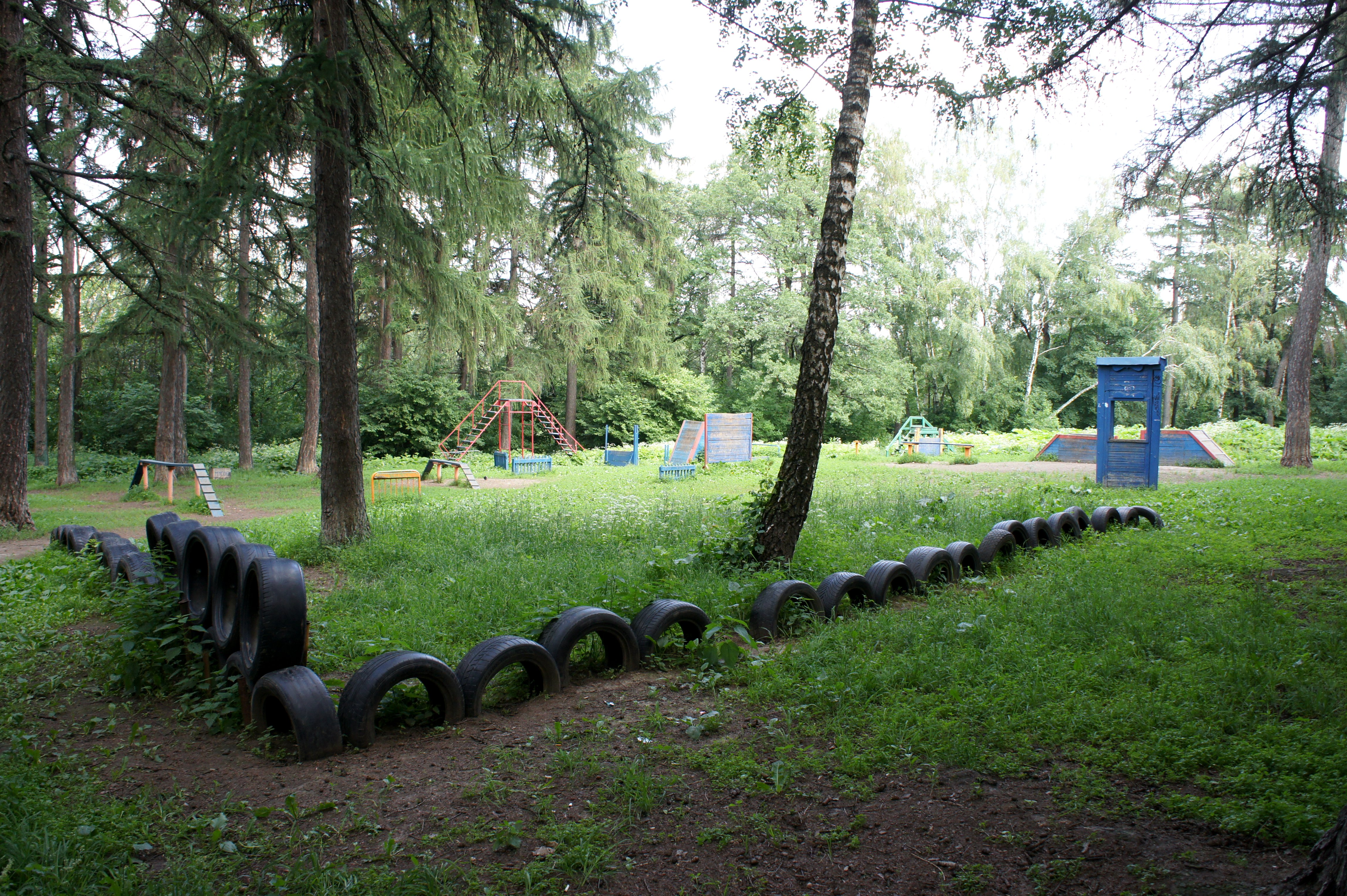
Дрессировочная площадка для собак.
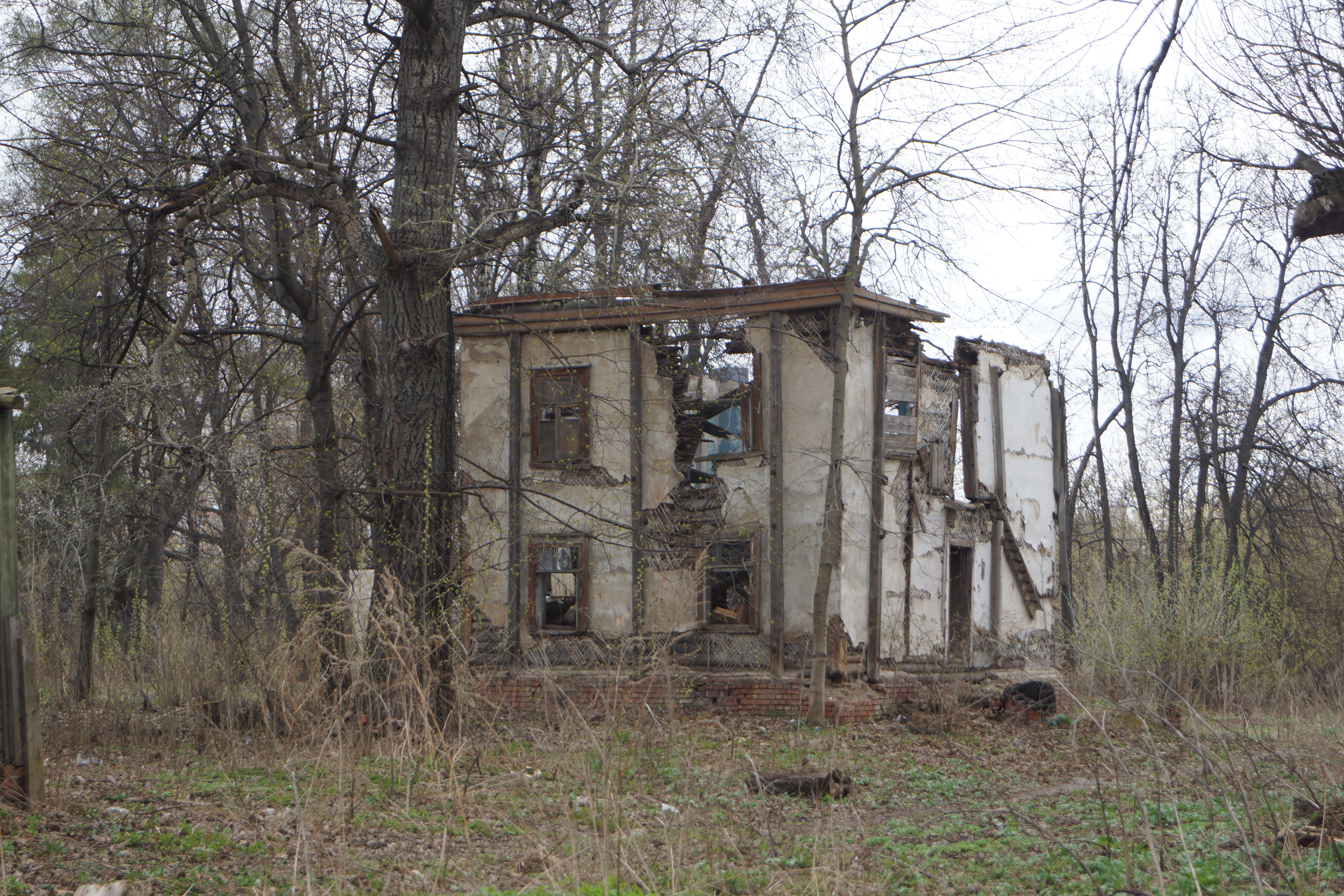
Руины усадебного дома на территории сада в 2024 году.